# R.K.M. & Ken-Y
R.K.M & Ken-Y fue un dúo musical puertorriqueño conformado por José Luis Nieves, «R.K.M.», y Kenny Vázquez, «Ken-Y», formado en 2003, el cual se separó en 2024. Empezaron su carrera en el año 2003 bajo la tutela de Chencho Corleone (parte del dúo Plan B), quien lo presentó a Notty Play, apareciendo en la recopilación que buscaba apadrinar y dar mayor publicidad a múltiples artistas novatos The Draft 2005.
En 2013, Rafael «Raphy» Pina, presidente de la compañía Pina Records anunció la separación del dúo y la publicación de álbumes como solistas. Al tiempo, ambos abandonaron la disquera para publicar sus álbumes bajo sus propias compañías. Posteriormente, en junio de 2017, anunciaron su regreso mediante comunicado de Pina Records, lanzando la versión remix de la canción «Más que ayer» junto a Arcángel y De la Ghetto. En 2021, tomaron de nuevo caminos distintos para hacer su propia música, y en 2024 anunciaron que por tercera vez hicieron una separación definitivamente para empezar nuevos proyectos como solistas.

## Biografía
José Nieves (R.K.M.) y Kenny Vázquez (Ken-Y) se unieron en 2003 para formar el dúo de reguetón R.K.M. & Ken-Y. Previo a eso habían colaborado con Q-Mac Daddy, quienes los descubre en el 2002. Ambos originarios de Envigado, Colombia, se iniciaron tocando en fiestas en casas y clubes locales, Ken-Y cantando y R.K.M. proporcionando las letras del grupo y el flow del rap.
Notado por el productor musical Chencho Corleone, integrante del dúo Plan B, llevó a su primer contrato discográfico, con Money Machine Records, un sello propiedad de Notty Play, cuya discográfica, aunque influyente, carecía de alcance y medios.

## Carrera musical

### 2003-2006: Inicios y primer álbum
Las primeras canciones de este dúo datan de 2003 con canciones como «Nena» de la producción The Noise - El comienzo, «Una Noche Más» de la producción "Warriors 4: Los 14 Guerreros" y «Quiero Verte Bailando y Sudando» de la producción Ground Zero. En el 2004 firman con la compañía Pina Records , asimismo, bajo el liderazgo musical de los raperos Lito y Polaco en la compañía, los presentaron por primera vez en el álbum recopilatorio Pina All Star 2 con el tema nuevo «Tu vas a ver», asimismo, Ken-Y grabó dos temas por separado para Polaco «Ando Solo» y Lito Mc Cassidy «Noche Triste», este último fue el más exitoso, la versión en vivo salió en MasterPiece Sold Out, también participan en varias producciones, como el álbum de estudio Vida escante de Nicky Jam con las canciones «Pasado» y «Me Estoy Muriendo», además de Bando Korrupto 2, Warriors El Golpe De Estado. En 2005 empezó a consolidarse más participando en producciones como Los bandoleros con el exitoso tema «Si la vez» junto a Don Omar, Los Kambumbos y Buddha's Family 2: Desde la prisión. Finalmente cierran el año con broche de oro tras ganar el concurso de nuevos talentos de reggaeton organizado por la compañía Chosen Few, ganando con el sencillo «Tu no estás» de El Draft 2005.
Su álbum debut, Masterpiece, fue un gran éxito mundial con sus letras románticas, por las exitosas canciones «Down», que ingresó en la lista Hot 100 de Billboard, «Me Matas» e «Igual que Ayer». Tras el éxito musical, siguieron participando en diferentes álbumes como Gargolas 5 con la canción «Un Sueño», Chosen Few: El documental II con la canción «Quiero Conocerte», Millenium y Los Rebuleros.
Pina Records demostró ser muy importante en el éxito del dúo, ofreciendo oportunidades de trabajar con artistas como: Don Omar, Tony Dize, Daddy Yankee, Lito & Polaco, Luis Fonsi, David Bisbal, Zion & Lennox, Pitbull, Chino & Nacho y Héctor Delgado.

### 2007-2009: The Royalty/La realeza
Durante la grabación de su sencillo «Igual que ayer», Nieves cambió su seudónimo a R.K.M. para evitar confusiones con el rapero estadounidense Rakim. El álbum Masterpiece fue nominado al Premio Lo Nuestro de 2007 y fueron finalistas del Billboard Latino también de 2007. Una edición especial, Commemorative Edition fue publicada también en el mismo año, incluyendo distintos remixes y un nuevo sencillo, «Llorarás».
El 9 de septiembre de 2008, publicaron su segundo álbum de estudio titulado The Royalty/La realeza, el cual contó con el éxito tropical «Te regalo amores», compuesto por Wise y producido por Mambo Kingz y colaboraciones de artistas como Plan B, Don Omar, Héctor Acosta, entre otros. En febrero de 2009, participaron en el Festival Internacional de la Canción de Viña del Mar (de Chile), donde se llevaron una antorcha de plata, una antorcha de oro y una gaviota de plata.

### 2010-2016: Forever y separación temporal
A comienzos de 2010, promocionaron el álbum recopilatorio The Last Chapter con canciones inéditas como «Te amé en mis sueños» y «Por amor a ti». El 14 de febrero de 2011, publicaron su tercer álbum titulado Forever, el cual contó con sonidos más marcados al Pop latino y a la Balada y colaboraciones con artistas como Zion & Lennox, Alexis & Fido y Arthur Hanlon; incluyendo el sencillo «Mi corazón está muerto».
El dúo anunció su separación en enero de 2013, a través de un comunicado de Raphy Pina, propietario de Pina Records. Dejando saber que cada uno hará su carrera como solista a partir del disco por individual de cada uno está preparando. A partir de ahora ya no serán RKM & Ken-Y, porque cada uno seguirá su carrera como solista.
RKM había planeado publicar un álbum titulado Diferente, liberando canciones con Maluma, Lenny Tavarez y Ñengo Flow; mientras Ken-Y publicó un álbum como solista en 2016 bajo el sello Fresh Productions, titulado The King of Romance, con las colaboraciones de Natti Natasha y Nicky Jam.

### 2017-2024: Regreso como dúo y Segunda Separación Definitiva Del Dúo
En junio de 2017 regresan como dúo, participando en la remezcla de «Más que ayer», interpretado por Arcángel y De La Ghetto. Su regreso oficial se dio en el año 2018, publicando el sencillo «Tonta», junto a Natti Natasha. Posteriormente, participaron en el tema «Zum Zum», junto a Daddy Yankee y Arcángel, el cual tuvo éxito. En marzo de 2020, confirmaron que su próximo álbum será titulado Destiny, anunciando que su sencillo como «Máscara» estará incluido en la lista de canciones. Según sus palabras, el álbum iba a tener de 14 a 15 canciones, pero dicho álbum terminó cancelándose.
El dúo permanece enfocado en los conciertos en vivo en distintos países, siendo Perú el punto principal de sus presentaciones por festivales locales y celebraciones especiales como Halloween y Año Nuevo. El 30 de diciembre de 2024, Ken-Y Del Dúo RKM & Ken-Y anunció en sus redes sociales el, en un comunicado oficial la separación definitivamente del Dúo para emprender carreras como solistas tras 21 años de carrera musical juntos como dúo, por eso se tomo una  cuidadosa evalución de los intereses profesionales y personales de Ken-Y a mediados del año 2024, todo comenzó a inicios del mes cuando RKM realizo presentación en solitario la campaña del soldadora electa de Puerto Rico Jennifer González, por otro lado Ken-Y está preparando la segunda parte de su álbum The King Of Romance 2 su segundo álbum de estudio como solista y también descartará sus proyectos futuros, así que en 2024 anunciaron que el dúo de "RKM & Ken-Y" se separaba oficialmente en diciembre de ese año y para empezar su nueva faceta como solista al igual que el cantante RKM que se decidió separarse del Dúo para emprender nuevas carreras Cómo Solistas En El Año 2025 en adelante.

## Discografía

### Álbumes de estudio
- 2006: Masterpiece
- 2008: The Royalty/La Realeza
- 2011: Forever
- 2020: Destiny

### Reediciones
- 2007: Commemorative Edition

### Álbumes recopilatorios
- 2010: The Last Chapter

### Álbumes colaborativos
- 2012: La fórmula
- 2018: La Súper Fórmula

## Premios y nominaciones
| Año  | Premio                                | Categoría                                          | Nominación               | Resultado | Ref.   |
| ---- | ------------------------------------- | -------------------------------------------------- | ------------------------ | --------- | ------ |
| 2007 | Premios Billboard de la música latina | Canción del año Hot Latin Song                     | «Down»                   | Nominado  | [ 24 ] |
| 2007 | Premios Billboard de la música latina | Latin Ringtone del Año                             | «Down»                   | Nominado  | [ 24 ] |
| 2007 | Premios Billboard de la música latina | Canción Reguetón del año                           | «Down»                   | Ganador   | [ 24 ] |
| 2007 | Premios Billboard de la música latina | Álbum Reguetón del año                             | Masterpiece              | Nominado  | [ 24 ] |
| 2007 | Premios Billboard de la música latina | Artista del año Hot Latin Songs                    | Ellos mismos             | Nominado  | [ 24 ] |
| 2007 | Premios Lo Nuestro                    | Álbum del Año - Género Urbano                      | Masterpiece              | Nominado  | [ 25 ] |
| 2007 | Premios Lo Nuestro                    | Canción del Año - Género Urbano                    | Down                     | Nominado  | [ 25 ] |
| 2007 | Premios Juventud                      | Mi Artista Urbano                                  | Ellos mismos             | Nominado  | [ 26 ] |
| 2007 | Los Premios MTV Latinoamérica         | MTV Tr3s Viewer's Choice Award — Mejor Artista Pop | Ellos mismos             | Nominado  | [ 27 ] |
| 2008 | Premios Lo Nuestro                    | Canción Urbana del Año                             | «Igual que ayer»         | Nominado  | [ 28 ] |
| 2008 | Premios Lo Nuestro                    | Artista Urbano del Año                             | Ellos mismo              | Nominado  | [ 28 ] |
| 2008 | Premios Billboard de la música latina | Canción Reguetón del año                           | «Igual que ayer»         | Ganador   |        |
| 2008 | Premios Billboard de la música latina | Latin Ringtone del Año                             | «Me matas»               | Ganador   |        |
| 2009 | Premios Billboard de la música latina | Latin Rhythm Albums, Artista del Año Grupo o Dúp   | The Royalty/La realeza   | Nominado  | [ 29 ] |
| 2009 | Premios Grammy                        | Mejor Álbum Latino Urbano                          | The Royalty/La realeza   | Nominado  | [ 30 ] |
| 2009 | Festival de Viña del Mar              | Gaviota de Plata                                   | Ellos mismos             | Ganador   |        |
| 2009 | Festival de Viña del Mar              | Antorcha de Oro                                    | Ellos mismos             | Ganador   |        |
| 2009 | Festival de Viña del Mar              | Antorcha de Plata                                  | Ellos mismos             | Ganador   |        |
| 2009 | Premios People en Español             | Mejor Cantante o Grupo Urbano                      | Ellos mismos             | Ganador   |        |
| 2010 | Premios Billboard de la música latina | Latin Rhythm Álbum del Año Grupo o Dúp             | Ellos mismos             | Ganador   |        |
| 2010 | Premios Lo Nuestro                    | Artista Urbano del Año                             | Ellos mismos             | Nominado  |        |
| 2011 | Premios Billboard de la música latina | Latin Rhythm Albums, Artista del Año Grupo o Dúp   | Ellos mismos             | Nominado  |        |
| 2012 | Premios Billboard de la música latina | Latin Rhythm Albums, Artista del Año Grupo o Dúp   | Ellos mismos             | Nominado  |        |
| 2012 | Premios Billboard de la música latina | Latin Rhythm Songs, Artista del Año Grupo o Dúp    | Ellos mismos             | Nominado  |        |
| 2012 | Premios Lo Nuestro                    | Canción Urbana del Año                             | «Mi corazón está muerto» | Nominado  |        |
| 2019 | Premios Tu Música Urbano              | Artista Urbano Dúo o Grupo                         | Ellos mismo              | Nominado  | [ 31 ] |
| 2019 | Premios Tu Música Urbano              | Canción Urbana Dúo o Grupo                         | «Zum zum»                | Nominado  | [ 31 ] |
| 2019 | Premios Tu Música Urbano              | Remix del Año                                      | «Zum zum (Remix)»        | Nominado  | [ 31 ] |
| 2020 | Premios Tu Música Urbano              | Top Dúo o Grupo                                    | Ellos mismos             | Nominado  | [ 32 ] |
| 2020 | Premios Tu Música Urbano              | Canción Dúo o Grupo                                | «Cuando Lo olvides»      | Nominado  | [ 32 ] |